# Zoborožec bělolící
Zoborožec bělolící (Anthracoceros albirostris) je druh zoborožce, který se vyskytuje v jižní a jihovýchodní Asii. Opeření hraje černými a bílými barvami, výrazný je žlutý zobák ve tvaru kravského rohu s velkou žlutou přilbicí. Zoborožec bělolící je nejméně ohroženým druhem z asijských zoborožců, jelikož je značně tolerantní sekundárnímu lesu i kulturní až urbánní krajině a jako jeden z mála zoborožců není závislý na primárním lese pro hnízdění. 

## Systematika a rozšíření
Zoborožce bělolícího formálně popsal v roce 1808 anglický přírodovědec George Shaw pod názvem Buceros albirostris. Druhové jméno albirostris pochází z latinského albus = „bílý“ a -rostris = „zobákový“ (rostrum = „zobák“). Druh se řadí do rodu Anthracoceros. Vyskytuje se ve dvou poddruzích:
- A. a. albirostris (Shaw, 1808) – areál rozšíření sahá od Indie po Čínu a na jih na sever Malajského poloostrova;
- A. a. convexus (Temminck, 1832) –  vyskytuje se od jihu Malajského poloostrova na Velké Sundy a přilehlé satelitní ostrovy.

## Stanoviště
Biotop druhu utváří vlhký opadavý a stálezelený les, lesní okraje, lužní lesy a v novodobé historii i sekundární lesy, vytěžované oblasti či dokonce zemědělská pole. Vyskytuje se typicky do 700 m n. m. Může se objevovat ve vesnicích i velkých městech jako je Dillí nebo Čandígarh. Celková populace druhu není známá, jedná se nicméně o nejběžnější druh asijského zoborožce. V thajském národním parku Khao Yai byla hustota výskytu zoborožce bělolícího odhadnuta na 21 jedinců na 1 km².

## Popis

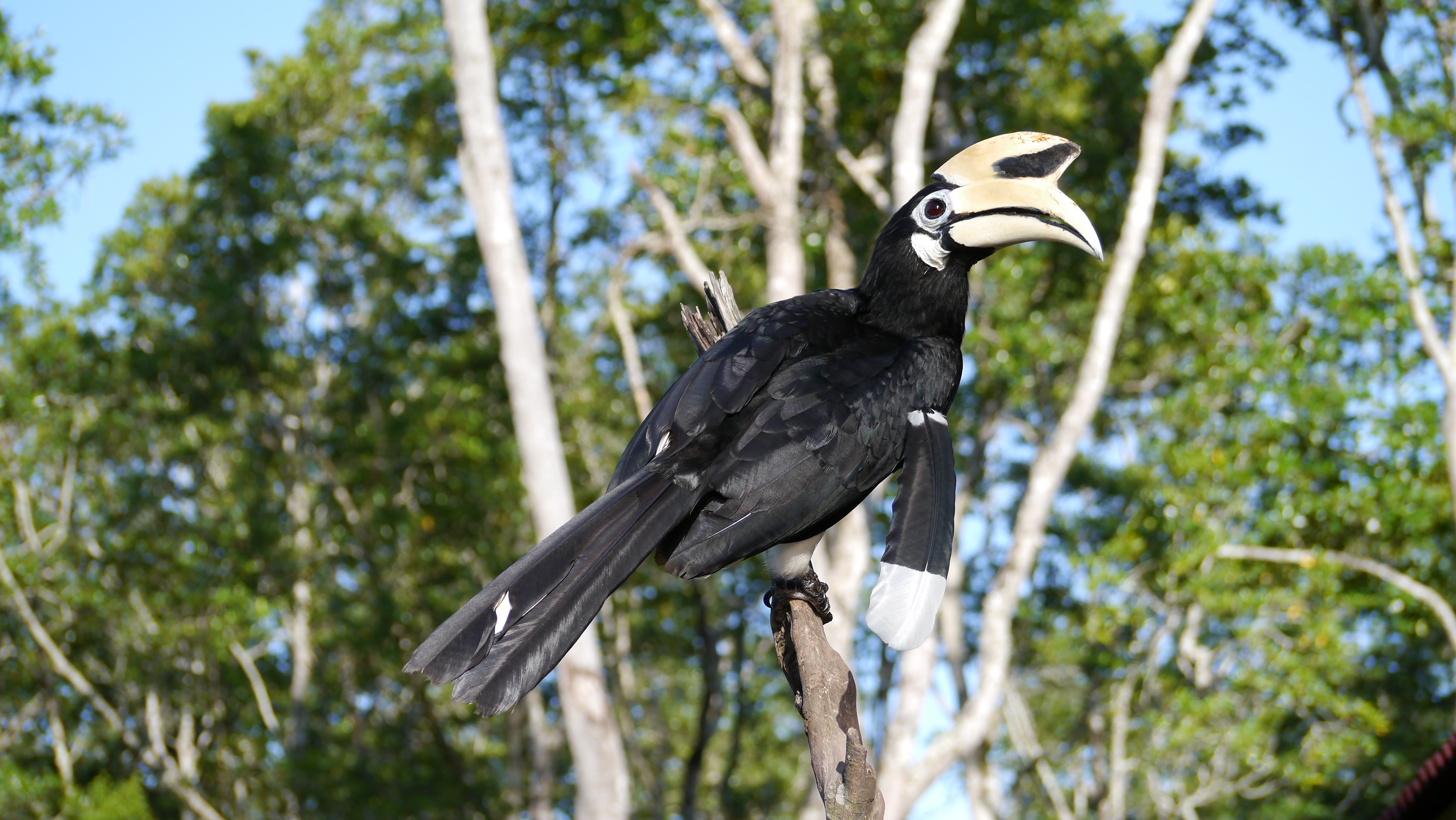
Zoborožec bělolící v Labuk Bay Proboscis Monkeys Sanctuary, Sabah, Malajsie

Dosahuje výšky kolem 55–60 cm. Opeření samce i samice je prakticky stejné, liší se holé partie (viz níže). Horní část těla včetně křídel a hlavy a horní části hrudi jsou černé. Spodní část hrudi, břicho, boky, spodní ocasní krovky, krovky na spodní straně křídel a konečky většiny ručních i loketních letek jsou bílé. Zbytek ručních a loketních letek je černý. Svrchní ocasní krovky jsou u báze černé, poté rychle přechází do bílé; výjimku tvoří střední pár ocasních per, který jsou po celé délce černý. Tato dvě středová pera mírně přečnívají zbytek ocasu (asi o 3 cm). Mohutný zobák samce je žlutý, podél horní hrany na něj navazuje velká žlutá přilbice. Počátek i konec zobáku i přilbice je zbarven černě. Neopeřená oblast kolem očí a na hrdelních vacích jsou bílé. Duhovky samce jsou tmavě červené, nohy šedé. Samice je oproti samci menší, její přilbice je méně vypouklá bez vyčnělé špičky. Zobák i přilbice samice jsou převážně žluté, zhruba od poloviny ke konci černé a spodní čelist má hnědé skvrny. Samičiny duhovky jsou hnědé.

## Biologie
Jedná se o stálý teritoriální druh, co se pohybuje nejčastěji v páru nebo v malých rodinných skupinkách. Hlavně mimo období hnízdě se však může sdružovat do početných hejn; zaznamenáno bylo i hejno o 170 jedincích. Potravu druhu tvoří ovoce (hlavně místní druhy fíků, může však pojídat i pěstované plodiny jako jsou banány, manga, papáji, rambutany aj.), velký hmyz i menší živočichové jako jsou plži, žížaly, škorpióni, plazi nebo menší ptáci a jejich vejce. Příležitostně může ulovit i kraby, krysy nebo menší rybky. Potravu hledá hlavně ve stromovém baldachýnu, občas i na zemi. S oblibou podniká prachové koupele, aby se zbavil svých ektoparazitů.

### Hnízdění

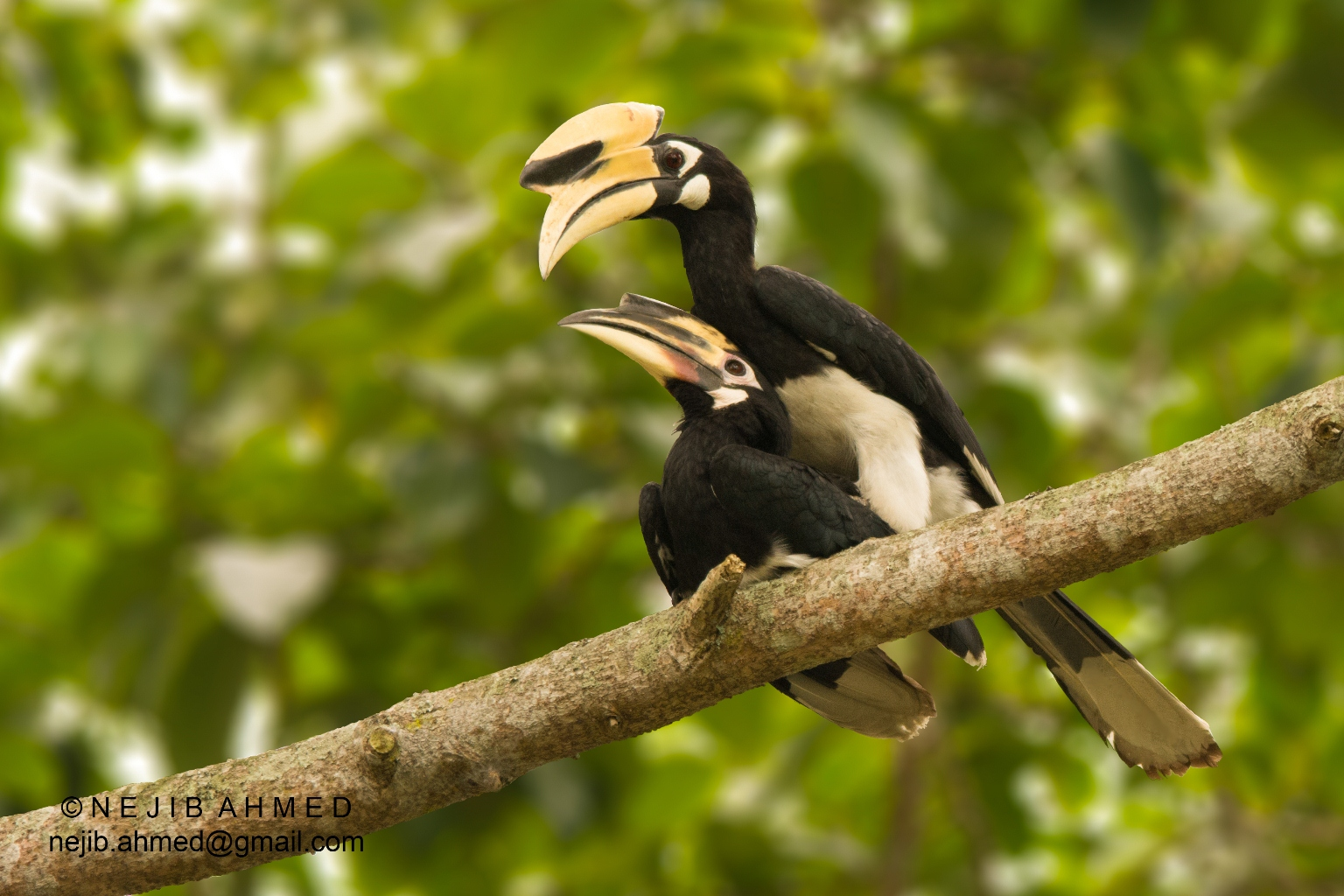
Zoborožci bělolící při páření (Národní park Kaziranga, Ásám, Inie)

Hnízdí v přirozených dutinách stromů od úrovně země do 30 metrů nad zemí, často na dvojkřídláčích (Dipterocarpus sp.), naukleách (Nauclea sp.) aj. S oblibou využívá hnízdiště z předchozího roku. Průměrný rozměr hnízda bývá 37 cm na výšku, 46 na délku a 150 cm na výšku. Jakmile dojde ke spáření, samice se usadí na hnízdě a zazdí se s pomocí hmoty ze směsi hlíny, vlastního trusu a dřeva. V zídce je ponechán malý otvor na příjem potravy.
Doba snášení vajec se liší podle oblasti, např. v pevninské části areálu výskytu to je únor až březen, zatímco v ostrovní Malajsii a Indonésii to je září až květen. Samice snáší 1–4 vejce, která pak inkubuje kolem 25–33 dní. V době inkubace obstarává potravu samice samec, který ji krmí regurgitací potravy. Po vyklubání mláďat samec pokračuje v donášení potravy potomkům a samici, které vykrmuje nejčastěji ovocem, častý je však i hmyz a příležitostně jim donese i menšího živočicha. Bylo poukázáno, že samice může nejslabší mládě zabít a nakrmit s ním ostatní mláďata, aby tak zvýšila jejich šance na přežití. 41–64 dnů po vyklubání mláďata spolu se samicí konečně opouští hnízdo. Samice někdy může hnízdo opustit o několik dní (max. o 20) před ptáčaty.

## Ohrožení a početnost
Mezinárodní svaz ochrany přírody (IUCN) považuje zoborožce bělolícího za málo dotčený druh. Jedná se snad o jediného zoborožce (možná ještě se zoborožcem klínoocasým (Ocyceros birostris)), který není závislý na primárním lese pro svá hnízdní stanoviště, což značně hraje v zoborožcův velký prospěch. Na některých místech se zoborožci bělolící chovají jako domácí mazlíčci, globální populaci to však neohrožuje. V některých částech jihovýchodní Asie (Vietnam, Laos, Thajsko) se na místních trzích mohou prodávat přilbice zoborožců bělolících jako suvenýry. V severovýchodní Indii bývá druh i loven, nicméně rozsah lovu není tak velký jako u větších druhů zoborožců.